# Boni pueri
Boni pueri (v překladu Dobří chlapci) je český chlapecký pěvecký sbor se sídlem v Hradci Králové. Název převzal od sboru, který působil od 13 . do 15. století při chrámu svatého Víta v Praze. Základnu sboru tvoří soukromá základní umělecká škola Boni pueri, která působí jako samostatný subjekt od září 2006 v Hradci Králové. Od září 2013 sídlí v prostorách někdejší generálské vily v areálu Gayerových kasáren.
Sbor se účastní zahraničních turné i vystoupení s hudebními tělesy, jako je Česká filharmonie, je zván na přední hudební festivaly Pražské jaro, AmericaFest, Shanghai International Arts Festival, Europalia. Přípravná oddělení sboru se jmenují Pueráček, Pueri primi, Pueri novi, Pueri Scholari a nejpokročilejší oddělení Boni Pueri. Nejúspěšnější zpěváci se dostávají do koncertní skupiny. Celkem se práci ve sboru věnuje přibližně 200 chlapců od 4 do 24 let. V roce 2022 v Belgii už podruhé získal titul kulturních velvyslanců sborové federace při Evropské unii.

## Sbormistři
Zakladatelem, sbormistrem a uměleckým ředitelem v letech 1982–1996 byl profesor Jiří Skopal (* 1947), s nímž spolupracovala manželka Květoslava. Skopal současně vedl i hradecký dětský (převážně dívčí) sbor Jitro. Nyní[kdy?] jsou sbormistry Pavel Horák (od roku 1991, od roku 1996 byl spolu s Jakubem Martincem uměleckým ředitelem souboru, věnuje se asijským a americkým turné) a Marek Štryncl (od roku 2010, sbormistr koncertní skupiny, věnuje se evropským turné a velkým muzikologickým projektům).
Se sborem také spolupracují Jitka Fraňková (klavíristka koncertních skupin, vítězka mnoha mezinárodních soutěží, viceprezidentka společnosti EPTA Czech Republic), Taťána Slezáková, Marcela Říčanová, Helena Fikarová, Jana Kovalčuková (přípravná oddělení), hlasoví poradci sopranistka Anna Hlavenková a tenorista Jakub Kubín, externě se sborem spolupracují klavírista Robert Fuchs, choreograf Daniel Wiesner a klavírista Miroslav Sekera.

## Koncerty
Sbor absolvoval přes 2500 samostatných koncertů po Evropě, Americe i Asii (v nedávné době vyjížděl například do Japonska, Kanady, Španělska, Francie, USA, Švýcarska, Nizozemska, Číny atd.). Účinkoval po boku významných umělců (José Carreras v letech 1992–1994, Lucie Bílá) i souborů a orchestrů. Pořádá pravidelná koncertní turné po USA (Grace Cathedral San Francisco), Japonsku (Tokyo Bunka Kaikan Hall), Jižní Koreji (Seoul Arts Centre), Velké Británii, Nizozemí (Concertgebouw Amsterdam, De Doelen Rotterdam), Dánsku, Francii, Itálii (Basilica di S. Maria Maggiore Bergamo) aj. Účastní se světových hudebních festivalů (Pražské jaro 1994, 1995, 1998, 2004 a 2005, Europalia – Brusel 1998, AmericaFest – Minneapolis 1998, 2002, Jeonju Sori Festival – Korea 2002). V červenci 2004 se stal prvním evropským hostitelem světového festivalu chlapeckých a mužských sborů „World Festival of Singing for Men and Boys“, další ročník v roce 2008 také spolupořádal. Členové Boni pueri účinkují i jako sólisté v operních představeních (W. A. Mozart: Kouzelná flétna – Teatro dell'Opera di Roma 2004), nahrávají filmovou hudbu a zároveň ve filmech účinkují.
Sbor provádí zejména vážnou hudbu, ale je charakteristický i moderní dramaturgií a mísením žánrů, díky čemuž má větší úspěch i mimo úzké odborné kruhy. Kromě renesanční, barokní a romantické hudby zařazuje i tradicionály nebo muzikálová díla. V posledních letech nastudoval například dvojsborově Matoušovy pašije J. S. Bacha, Vánoční oratorium J. S. Bacha, Oratorium Mesiáš Georga Friedricha Händela, Rekviem W. A. Mozarta a G. Faurého, scénické provedení terezínské dětské opery Hanse Krásy Brundibár, Hlasy světla a premiérové nahrávky děl českých barokních autorů – J. C. F. Fischera, P. J. Vejvanovského a J. D. Zelenky. Nahrávka Zelenkova Sub olea pacis et palma virtutis získala v roce 2003 prestižní ocenění Cannes Classical Awards.

## Nahrávky
Sbor pořídil jedenáct vlastních nahrávek a na dalších devatenácti se podílel, většinou u významných vydavatelů (Supraphon, EMI, BMG, ArcoDiva ad.).
- Boni Pueri Boys' Choir (1994, KPBP)
- Boni Pueri on tour – Japan (2000, Amabile)
- Boni Pueri on tour – America (2002, Amabile)
- Boni Pueri – Czech Boys Choir (2003, Supraphon)
- Air – Boni Pueri – Czech Boys Choir (2005, Kingrecords)
- Best of Boni Pueri (2004, Supraphon) – 22. října 2006 oceněna Zlatou deskou Supraphonu.
- Boni Pueri & guests (2008, Kings Production)
- Boni Pueri Czech music Jewels (2010, BONI PUERI – ZUŠ a Kings Production)

a mnoho vánočních, monotematických a dalších nahrávek

## Spolupráce

### Zpěváci a zpěvačky
- Edita Adlerová
- Lívia Ághová
- Gabriela Beňačková
- Lucie Bílá
- Markus Brutscher
- Jaroslav Březina
- José Carreras
- Miro Dvorský
- Peter Dvorský
- Markus Forster
- Karel Gott
- Simona Šaturová
- Noemi Kiss
- Ivan Kusnjer
- Štefan Margita
- Bobby McFerrin
- Eva Urbanová
- Leo Marian Vodička

### Orchestry a soubory
- Česká filharmonie
- Český národní symfonický orchestr
- Filharmonie Hradec Králové
- Deutsches Symphonie-Orchester
- Komorní filharmonie Pardubice
- Hradišťan
- Münchner Symphoniker
- Musica Bohemica
- Musica Florea
- Pražská komorní filharmonie
- Severočeská filharmonie Teplice
- Schola Gregoriana Pragensis
- Symfonický orchestr Českého rozhlasu
- Symfonický orchestr hl. m. Prahy FOK
- VUS Ondráš

### Sólisté a hudebníci
- Aleš Bárta – varhany
- Jana Boušková – harfa
- Václav Hudeček – housle
- Hana Müllerová-Jouzová – harfa
- Josef Suk – housle
- Pavel Šporcl – housle
- Jaroslav Tůma – varhany, cemballo
- Václav Uhlíř – varhany
- Daniel Wiesner – klavír

### Dirigenti
- Petr Altrichter
- Vladimir Ashkenazy
- John Axelrod
- Douglas Bostock
- Charles Dutoit
- Jaroslav Krček
- Libor Pešek
- František Preisler jr.
- Vojtěch Spurný
- Róbert Stankovský
- Leoš Svárovský
- Marek Štryncl
- Rastislav Štúr
- Roman Válek
- Vladimír Válek

### Herci a herečky
- Otakar Brousek st.
- Eva Hrušková
- Barbora Hrzánová
- Jitka Molavcová
- Jan Přeučil
- Barbora Štěpánová[2]

## Galerie

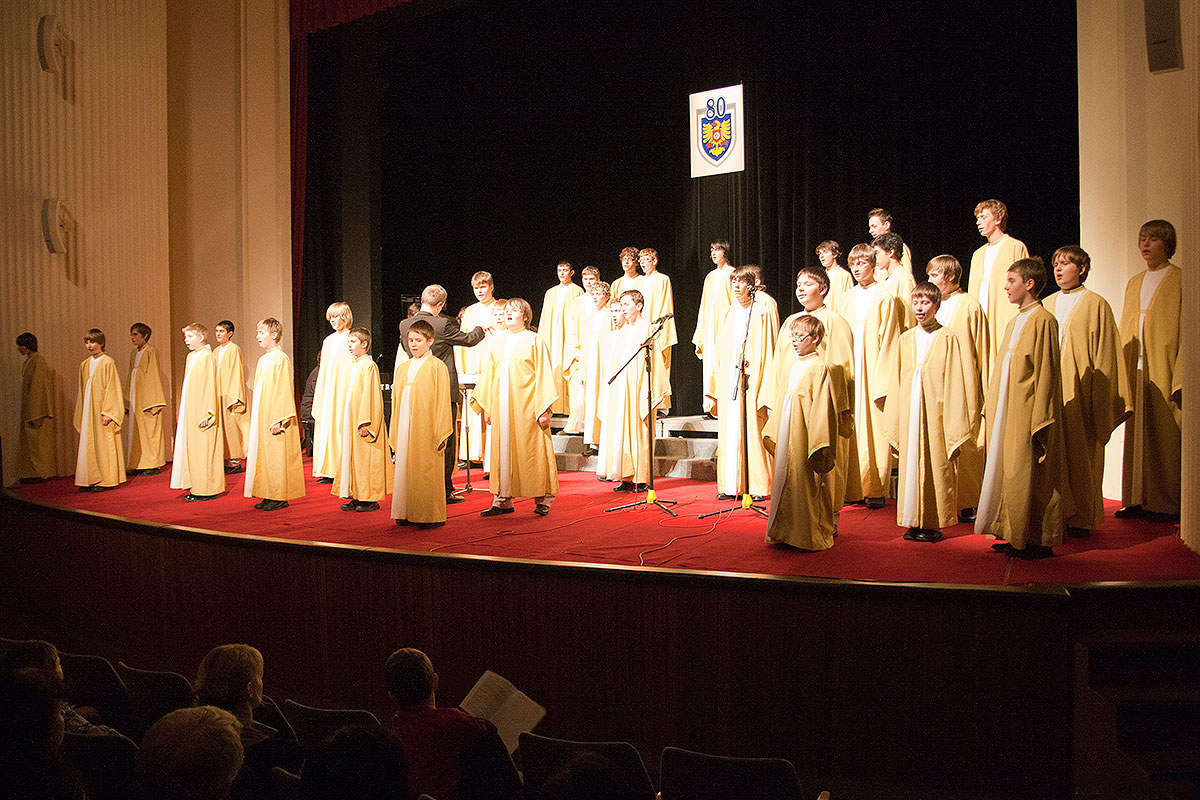
Boni pueri v Třinci (2011)
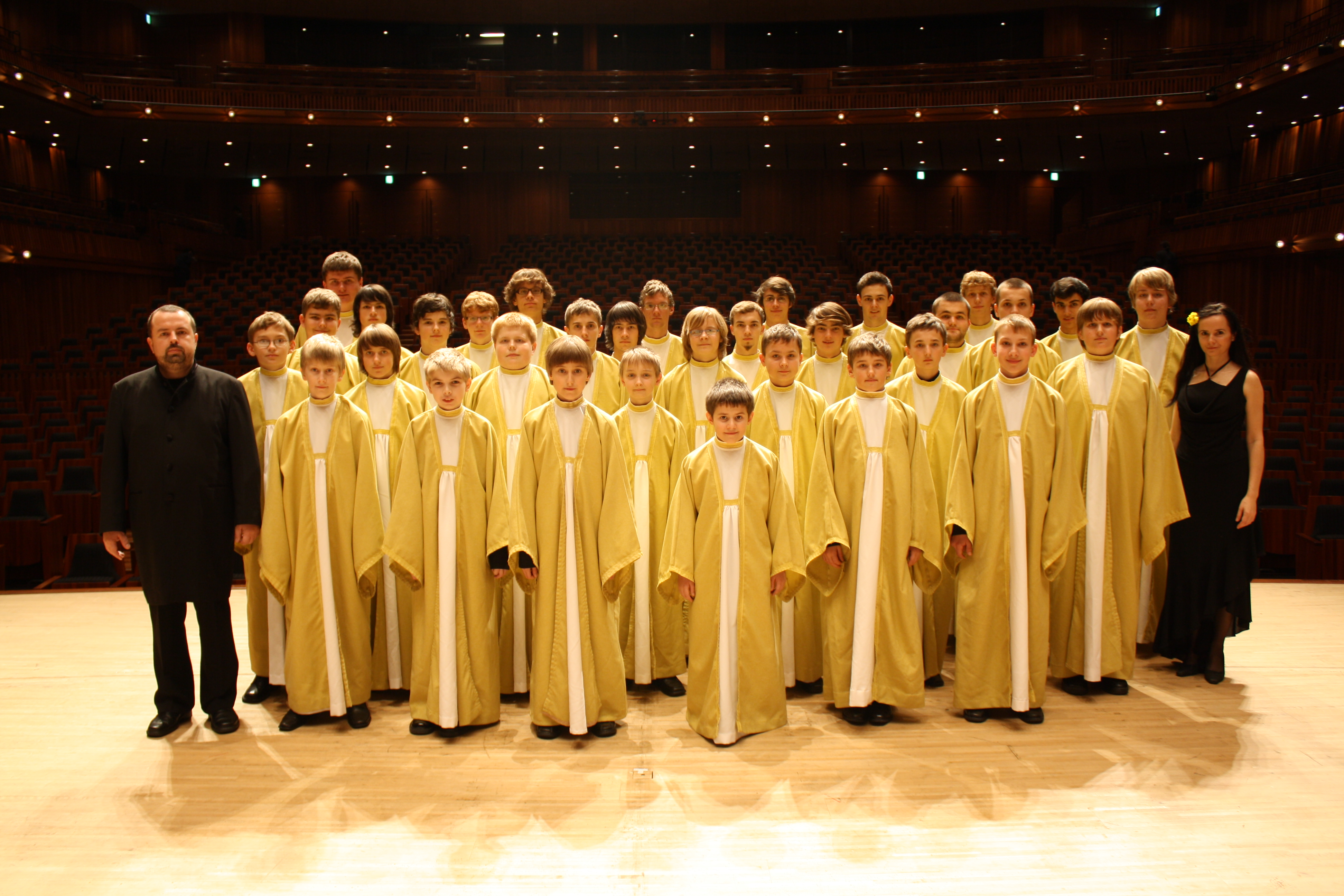
Český chlapecký sbor Boni pueri
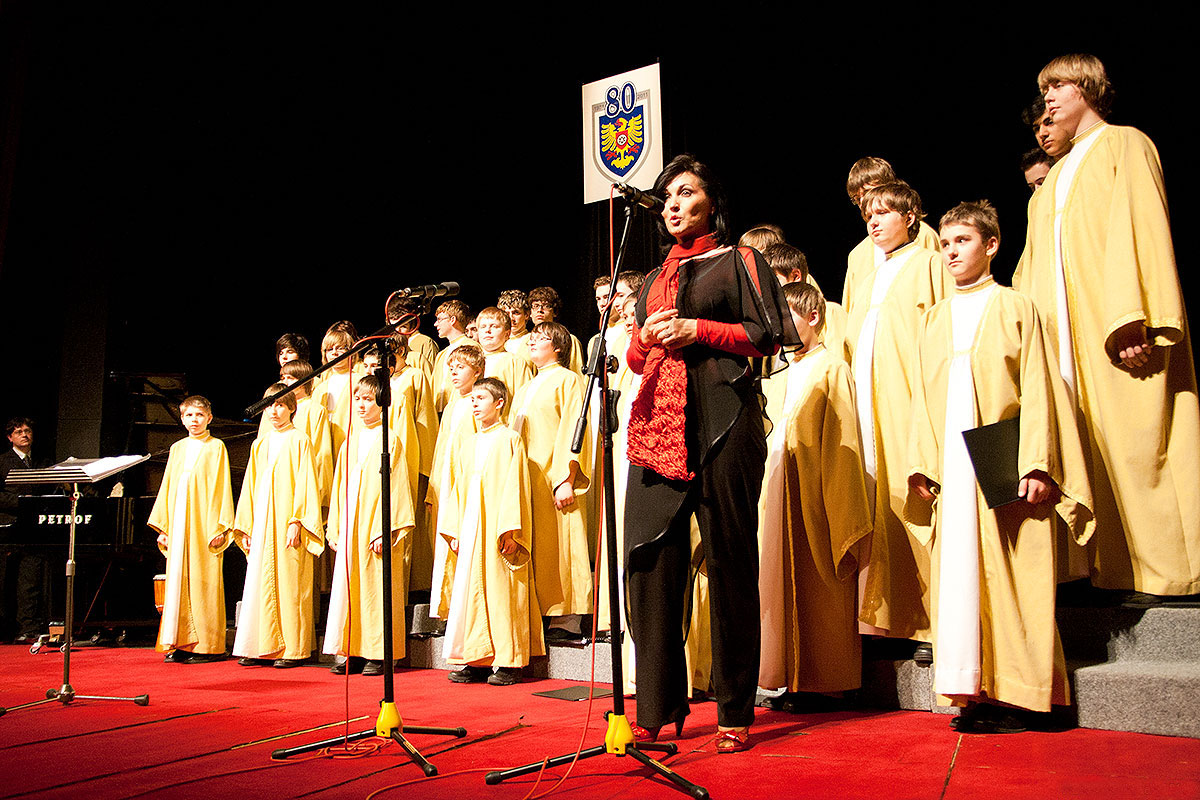
Boni pueri s třineckou starostkou (2011)